# Pentaglotis
Pentaglotis  (lat. Pentaglottis), monotipski rod dvogodišnjeg raslinja ili trajnica iz porodica boražinovki. Jedina vrsta je P. sempervirens, iz jugozapadne Europe (Portugal, Španjolska, Francuska)
Naraste do otprilike 60 cm do 90 cm, obično na vlažnim ili zasjenjenim mjestima i često u blizini zgrada. Ima sjajne plave cvjetove i zadržava svoje zeleno lišće tijekom zime. Biljka teško raste na kiselom tlu (kalcikolna je).

## Sinonimi
- Anchusa sempervirens L. in Sp. Pl.: 134 (1753)
- Buglossa sempervirens (L.) Gray in Nat. Arr. Brit. Pl. 2: 352 (1821 publ. 1822)
- Buglossum sempervirens (L.) All. in Fl. Pedem. 1: 48 (1785)
- Caryolopha sempervirens (L.) Fisch. & Trautv. in Index Seminum (LE, Petropolitanus) 3: 31 (1837)
- Omphalodes sempervirens (L.) D.Don in Prodr. Fl. Nepal.: 101 (1825)
- Anchusa adami Mazziari in Ionios Antologia 5: 182 (1835)
- Anchusa vulgaris Dumort. in Fl. Belg.: 41 (1827)